# Hisao Kuramata
 (octobre 2017).
Pour les articles homonymes, voir Kuramata.
Hisao Kuramata (倉又 寿雄, Kuramata Hisao) est un footballeur japonais né le 1er décembre 1958. Il évoluait au poste de défenseur.

## Palmarès de joueur
- Vice-champion du Japon en 1986, 1987 et 1988
- Vainqueur de la Coupe du Japon en 1981
- Finaliste de la Coupe du Japon en 1986
- Vainqueur de la Coupe de la Ligue japonaise en 1987